# Pólis (ort)
Pólis (engelska: Polis Chrysochous, Polis) är en ort i Cypern.   Den ligger i distriktet Eparchía Páfou, i den västra delen av landet, 90 km väster om huvudstaden Nicosia. Pólis ligger 32 meter över havet och antalet invånare är 1 975. Den ligger på ön Cypern.
Terrängen runt Pólis är huvudsakligen kuperad, men den allra närmaste omgivningen är platt. Havet är nära Pólis åt nordväst.Trakten runt Pólis är glesbefolkad, med 13 invånare per kvadratkilometer. Närmaste större samhälle är Pégeia, 17,3 km söder om Pólis. Trakten runt Pólis består till största delen av jordbruksmark.